# Tracers (film)
Tracers è un film del 2015 diretto da Daniel Benmayor, con protagonisti Taylor Lautner e Marie Avgeropoulos.

## Trama
Cam è un bike messanger di New York City, non vive nel lusso, infatti affitta un garage da una donna di nome Angie e fatica a tirare avanti. Durante una consegna, Cam distrugge la sua bici dopo che una sconosciuta di nome Nikki provoca un incidente mentre scappa dalla polizia e, come se non bastasse, viene minacciato da due uomini, Jerry e Hu, che gli prendono la paga e lo avvertono che è in ritardo con i pagamenti per un prestito di $15.000 ai Tong, una gang locale che controlla Chinatown, intimandogli di non mancare un altro pagamento. Cam trascorre il suo tempo libero cercando di sistemare la Pontiac GTO del 1967 di suo padre, a cui è molto legato; il giorno seguente, il capo di Cam lo chiama e gli dice che la sua "ragazza" ha portato la sua nuova bici. Confuso, Cam trova Nikki per ringraziarla e cerca di imitare le sue doti di parkour, ma senza successo; il ragazzo incontra anche il gruppo di Nikki, che lo avverte dei pericoli del parkour per qualcuno che non è esperto.
Cam, innamorato della ragazza, inizia a praticare il parkour diventando sempre più bravo finché attira l'attenzione del gruppo, che lo invita a allenarsi con loro. Cam viene presentato ufficialmente al resto della squadra: Jax, Tate, il fratello maggiore di Nikki, Dylan, e Miller, il leader del gruppo. Dopo un allenamento, Cam torna a casa e trova Jerry e Hu che prendono la macchina di suo padre, riducendo il suo debito di $5.000, avvertendolo poi di ripagere i restanti $10.000, altrimenti Angie e suo figlio ne avrebbero pagato le conseguenze. Arrabbiata, Angie impacchetta le cose di Cam e lo caccia, preoccupata per l'incolumità del figlio. Cam, deciso a voler ripagare i teppisti, decide di unirsi al gruppo non solo per allenarsi ma anche per lavorare, essendo il gruppo operante nel settore criminale e, nonostante le proteste di Nikki, viene accettato. Miller quindi spiega a Cam in cosa consiste il loro lavoro, ossia il recupero di informazioni, soldi o altri oggetti di valore, il tutto senza mai farsi beccare; inoltre, dice a Cam che deve seguire due regole: se si trovasse nei guai, deve chiamarlo immediatamente, e deve stare lontano da Chinatown, senza dare ulteriori spiegazioni. Dopo qualche colpo, Cam visita Angie al lavoro, dandole dei soldi per poter tirare avanti per un po' senza problemi e, alla domanda della donna, le spiega la verità sul suo debito: sua madre era gravemente malata e, per evitare il pignoramento, ha chiesto un prestito dai Tong, ma i soldi non sono stati sufficienti e sua madre è morta una settimana dopo.
Cam si scontra di nuovo con Jerry e Hu, che lo pestano quando scoprono che lui non ha i soldi, dandogli un ultimatum di due settimane per saldare il suo debito oppure uccideranno Angie e Joey. Cam la sera stessa si reca ad una festa assieme al resto del gruppo e, quando inizia ad approcciarsi a Nikki, questa inizialmente ricambia, ma poi scappa. Cam la segue, chiedendole spiegazioni, ma poco dopo Miller arriva per prenderla, rivelando che loro due sono una coppia e lasciando Cam abbastanza sconvolto. I due si incontreranno qualche sera dopo e, dopo che Nikki si è scusata per avergli nascosto la verità, i due passano una notte assieme; dopo quella notte, Cam propone alla ragazza di scappare quando lui avrà saldato il debito, ma Nikki esita. Miller inizia poi a sospettare che Nikki e Cam siano innamorati e affronta il ragazzo al riguardo, non ricevendo nessuna conferma sui suoi sospetti; il gruppo decide di realizzare il loro colpo più grande, cercando di rapinare una banca gestita dai Tong stessi, con sgomento di Cam. Il colpo non va a buon fine, in quanto scoprono che i soldi erano stati spostati in precedenza e, durante la fuga, Jax viene  ucciso mentre Cam viene arrestato. Miller visita Cam mentre la polizia lo interroga e si rivela essere James Hatcher, un agente corrotto della DEA; Miller dice a Cam che può liberarlo dichiarandolo informatore confidenziale della DEA in cambio di aiutarlo a compiere un ultimo colpo, altrimenti avrebbe fatto del male a Nikki.
Cam acconsente a malincuore e affronta Nikki per non avergli detto la vera identità di Miller; la ragazza quindi rivela il debito che ha con lui: Miller ha aiutato Dylan a sfuggire alla custodia dopo aver picchiato un uomo che l'aveva aggredita sessualmente. Il giorno della rapina, Miller, Cam e Dylan vanno in un rifugio mafioso russo per rubare una scorta di diamanti. Nikki si rende conto che Cam sta per essere ucciso e cerca di salvarlo, minacciando Tate. Miller ruba i diamanti e sta per uccidere Cam, ma viene fermato quando arrivano le guardie e li attaccano; Cam approfitta del trambusto per prendere i diamanti e fugge, con la complicità di Dylan che lo lascia scappare, mentre Miller lo insegue. Dopo essersi riunito con Nikki, i tre danno il via ad un lungo inseguimento che termina in un ristorante di proprietà di Chen, leader dei Tong che, avendo già avuto affari con Miller, gli ricorda di aver infranto il patto di non andare mai a Chinatown, imbarcandolo poi in una nave diretta a Macao come punizione. Cam quindi usa i diamanti per saldare il debito, con la soddisfazione di Jerry che, sorprendentemente, gli fa trovare l'auto del padre completamente restaurata. Alla domanda di Cam su dove vogliano andare, Nikki risponde "Guida e basta".

## Produzione

### Riprese
Le riprese del film sono iniziate il 18 giugno 2013, e terminate ad agosto 2013.
Durante le riprese, il coordinatore delle acrobazie Gary Powell, ha sottoposto Taylor Lautner a una prova di Parkour a Los Angeles, ed è rimasto molto impressionato dalle grandi capacità fisiche dell'attore.

## Distribuzione
Il film è uscito nelle sale cinematografiche statunitensi il 20 marzo 2015, e in quelle italiane il 5 agosto dello stesso anno.

## Accoglienza

### Incassi
Il film ha incassato $593,683 al botteghino, mentre $1,427,829 sono stati incassati con la vendita dei supporti Home video.

## Riconoscimenti
| Premio                  | Categoria                  | Destinatario         | Risultato   | Note  |
| ----------------------- | -------------------------- | -------------------- | ----------- | ----- |
| Teen Choice Awards 2015 | Choice Movie: Action       | Choice Movie: Action | Candidato/a | [ 5 ] |
| Teen Choice Awards 2015 | Choice Movie Actor: Action | Taylor Lautner       | Candidato/a | [ 5 ] |

## Colonna sonora
La colonna sonora è stata composta da Lucas Vidal. L’album contiene 21 tracce.
1. Opening Title (2:20)
2. Bus Ride (0:58)
3. Whisperer (3:43)
4. First Ship Run (1:41)
5. Fish Store (1:27)
6. Warehouse Job Part 1 (2:12)
7. Warehouse Job Part 2 (3:42)
8. Cam's Troubles (1:54)
9. Angry Elephants (2:08)
10. Brink (2:25)
11. Jerry's New Ride (1:17)
12. Cam And Nikki (3:32)
13. Beyond What Was Taught (1:06)
14. BTK Bank Job (6:09)
15. Nikki's Conflict (3:20)
16. Final Heist Part 1 (2:40)
17. Final Heist Part 2 (1:55)
18. Final Heist Part 3 (4:05)
19. Chen's House (1:45)
20. Your Debt Is Clear (3:02)
21. Time (4:28)